# Shang-Chi
Shang-Chi (尚氣T, 尚气S, shàng qìP, lett. "ascesa dello spirito") è un personaggio dei fumetti creato da Steve Englehart (testi) e Jim Starlin (disegni), pubblicato dalla Marvel Comics. La sua prima apparizione avviene in Special Marvel Edition (vol. 1) n. 15 (dicembre 1973).
Dopo la morte di Bruce Lee, Jim Starlin gli ha reso omaggio disegnandolo. Spesso chiamato "Maestro del Kung-Fu" (Master of Kung-Fu), Shang-Chi si serve della sua straordinaria abilità nelle arti marziali, in particolare nel wushu, sia in combattimento disarmato sia armato, compreso l'uso di bastone gun, nunchaku e jian per combattere il male e in particolare suo padre Zheng Zu (in origine chiamato Fu Manchu). In seguito, unendosi ai Vendicatori, Shang-Chi ottiene il potere di creare innumerevoli duplicati di se stesso.

## Storia editoriale
Nel 1972 la Marvel tentò di acquistare i diritti della serie televisiva Kung Fu in modo da produrne una trasposizione a fumetti. Non riuscendo tuttavia a raggiungere un accordo con la Time Warner, proprietaria della serie, optò infine per i diritti del criminale dei pulp di Sax Rohmer Fu Manchu, che contrappone come nemesi ad un personaggio sviluppato appositamente per l'occasione: Shang-Chi, maestro di kung fu, introdotto come figlio segreto del genio del male asiatico. Dopo avere esordito su Special Marvel Edition n. 15 (dicembre 1973) ad opera di Steve Englehart e Jim Starlin, Shang-Chi diviene il protagonista della testata che, dopo due numeri, viene dunque ribattezzata The Hands of Shang-Chi: Master of Kung Fu raggiungendo - sull'onda del successo riscosso in quell'epoca dai film di arti marziali - un'enorme popolarità che la porta a concludersi dieci anni dopo con il numero 125 (giugno 1983). Parallelamente il personaggio ha condiviso con Pugno d'acciaio, i Figli della Tigre, le Figlie del Drago e Tigre Bianca le pagine dei 33 numeri della serie antologica Deadly Hands of Kung Fu (aprile 1974-febbraio 1977). Nei disegni di Paul Gulacy, il volto di Shang-Chi era ispirato all'attore Bruce Lee.
Shang-Chi è comparso successivamente in varie altre testate collaborando con svariati eroi Marvel e, nel 1990, è stato protagonista della storia one-shot Master of Kung Fu: Bleeding Black. Verso la fine degli anni novanta, al fine di rilanciare il personaggio, Shang-Chi diviene protagonista di un breve arco narrativo pubblicato su Journey into Mystery n. 514-516 (novembre 1997-gennaio 1998) nonché di una miniserie riservata a un pubblico adulto, distribuita sotto l'etichetta Marvel MAX per la durata di 6 numeri: Master of Kung Fu: Hellfire Apocalypse (novembre 2002-aprile 2003).
Nonostante sia stato concepito per la trasposizione fumettistica delle storie di Fu Manchu, Shang-Chi fa a tutti gli effetti parte dell'Universo Marvel e, anche dopo la perdita della licenza sulle opere di Rohmer da parte della casa editrice, il personaggio ha continuato a comparire nelle loro testate, sebbene il nome del padre sia stato menzionato sempre meno di frequente o sostituito con altri, ad esempio Zheng Zhu. A sistemare la questione è stato poi lo sceneggiatore Ed Brubaker che, con una manovra di ret-con, ha determinato in un arco narrativo pubblicato tra i numeri 6 e 10 di Secret Avengers (dicembre 2010-aprile 2011) che il nome "Fu Manchu" fosse in realtà un semplice pseudonimo e il padre di Shang-Chi è in realtà un potente stregone cinese che ha scoperto il segreto dell'immortalità.

## Biografia del personaggio

### Origini
Shang-Chi nasce nella provincia di Hunan, nella Repubblica Popolare Cinese, dal genio del crimine assetato di sangue e desideroso di conquistare il mondo noto come Fu Manchu e da una donna ignota, genitori anche di Esme che prenderà il nome di Sorella Pugnale (inizialmente cresciuta dal padre per diventare un'assassina della Società delle Cinque Armi). Alla nascita di Shang, Fu Manchu ha già circa duecento anni, tenuto in vita dal miracoloso Elixir Vitae, e tiene per le redini l'organizzazione terroristica nota come Si-Fan. Presso la sua base segreta, Fu addestra Shang-Chi fin da bambino nelle arti marziali, nella convinzione che un giorno sarebbe stato in grado di riportare la Cina agli antichi fasti. Qui, il piccolo Shang-Chi stringe amicizia con un orfano, M'Nai.
Al compimento dei diciannove anni, Shang-Chi viene inviato in missione per assassinare un vecchio nemico del padre, il dottor James Petrie. Commesso l'omicidio, il giovane viene avvicinato da Sir Denis Nayland Smith, un agente dello MI6, grazie al quale Shang-Chi si rende conto della malvagità di suo padre. Furioso, Shang-Chi si ribella al volere di Fu Manchu e si unisce ai servizi segreti britannici, divenendo suo nemico giurato.
La vendetta di Fu Manchu non si fa però attendere. L'amico di infanzia, M'Nai, che assume l'identità di Mezzanotte (Midnight) viene inviato a New York con il compito di rintracciare ed eliminare Shang-Chi. I due lottano e alla fine ad avere la peggio è M'Nai, che muore impiccato ad una gru.

### Maestro del Kung-Fu
Shang-Chi comincia quindi a collaborare con lo MI6, e fa la conoscenza di diversi alleati come Black Jack Tarr, Clive Reston e Leiko Wu, per la quale il giovane comincerà a nutrire anche dei sentimenti. Nonostante avverta spesso il conflitto tra il suo spirito pacifista e il suo desiderio di fare giustizia, Shang-Chi comprende che, talvolta, è necessario usare la forza pur di salvare delle vite. 
Nel corso delle sue avventure il Maestro del Kung-Fu incontra l'Uomo Cosa e l'Uomo Ragno, affronta la sua sorellastra Fah Lo Suee, la quale ha avviato una fazione per rovesciare l'impero criminale del padre, Carlton Velcro, Razor Fist, Pavane, Mordillo e Brynocki. Dopo aver incontrato Shen Kuei e Pugno d'acciaio ha un altro scontro col padre a seguito del quale lascia l'MI6 e diventa un avventuriero, collaborando con Tigre Bianca e Fante di cuori. Shang-Chi affronta successivamente l'HYDRA al fianco della Cosa, si trova coinvolto in un gioco tra il Dottor Destino e Prime Mover, affronta Zaran, collabora con l'Uomo Ragno, la Vedova Nera e Nick Fury per combattere Viper, Boomerang e Silver Samurai.
Con l'aiuto di Tarr, Reston, Smith e Leiko istituisce un'agenzia investigativa, la Freelance Restorations, con sede a Stormhaven, in Scozia. Dopo numerose sconfitte, Fu Manchu, ormai indebolito ed in declino, cerca di tornare alla carica. Shang-Chi intralcia ancora una volta i suoi piani ma, dopo aver assistito direttamente alla morte del padre, abbandona la società per ritirarsi nel remoto villaggio di Yang-Tin e dedicarsi a una tranquilla vita da pescatore.

### Ritorno
Tempo dopo Shang-Chi fa ritorno dalla Cina per salvare Leiko Wu da un gruppo terroristico venendo avvelenato nel corso dell'operazione e trovandosi costretto ad ingerire l'elisir della vita creata da Fu Manchu per sopravvivere. In seguito, su proposta di Misty Knight, entra a far parte di una nuova formazione degli Eroi in vendita, con la quale decide di registrarsi durante guerra civile dei superumani; tuttavia, dopo essere stato costretto a uccidere il compagno di squadra privo di controllo Humbug per evitare che facesse del male a Colleen Wing e Tarantula, Shang-Chi decide di lasciare il gruppo.
Tempo dopo il Maestro del Kung-Fu affronta un dragone gallese per conto di Pete Wisdom e l'MI13 divenendo poi mentore del bambino destinato a diventare Killraven.

### Età degli eroi
Nel momento in cui Devil assume il controllo della Mano, Shang-Chi combatte i ninja della setta e aiuta l'Uomo Ragno ad affrontare Mister Negativo. In seguito si unisce ai Vendicatori Segreti, scoprendo che il Concilio delle Ombre ha riportato in vita suo padre e prodigandosi nel dargli la caccia. Seguendo le istruzioni della nuova Madame Web, Shang-Chi addestra inoltre l'Uomo Ragno ad affinare i sensi e percepire i pericoli anche senza utilizzare il suo Senso di Ragno, temporaneamente perduto.
Capitan America e Iron Man reclutano successivamente il Maestro del Kung-Fu nella nuova formazione dei Vendicatori.

## Poteri e abilità
Shang-Chi è un esperto di arti marziali cinesi e possiede un'elevata abilità nel combattimento corpo a corpo, anche se non è al livello di Iron Fist. Le sue capacità fisiche sono ai vertici della perfezione umana ed è definito da alcuni come uno dei più grandi combattenti a mani nude ed esperto di kung-fu vivente. Gran parte delle sue doti fisiche sembrano derivare dalla sua maestria nel ki (氣), che spesso gli permette di superare le limitazioni fisiche di un normale atleta. I suoi riflessi sono tanto sviluppati da permettergli di schivare persino le pallottole di mitragliatrici e fucili di precisione, nonché di deviare colpi di pistola coi suoi bracciali. È anche esperto in spionaggio, in virtù del tempo trascorso a lavorare con l'MI6.
Può percepire la presenza di un individuo solo avvertendo il suo ki. Successivamente apprenderà il potere dell'intangibilità di Kitty Pryde e svilupperà una tecnica che gli permetterà di tramutare i suoi avversari in pietra. Inoltre può colpire il suo avversario nei cosiddetti "punti di pressione" che gli consentono di paralizzarlo, o addirittura ucciderlo.
Shang-Chi è inoltre altamente addestrato nelle arti della concentrazione e della meditazione ed è un esperto nell'uso di armi bianche quali spade, bastoni kali, nunchaku, sai e shuriken. Tra l'altro Tony Stark gli ha dato in dotazione dei bracciali che gli consentivano di incanalare meglio il suo ki, aumentando così la sua forza.

## Altre versioni

### House of M
Nella realtà alternativa di House of M, Shang-Chi è membro del movimento di resistenza umano guidato da Luke Cage e si batte per i diritti dei non mutanti assieme a Tigra, Felicia Hardy, Misty Knight, Marc Spector, Clint Barton, Danny Rand e Angela del Toro; dato il loro impegno nel vendicare i torti subiti a opera dei mutanti, la comunità umana li definisce "Vendicatori".

### Marvel Scimmie
Nell'universo Marvel Scimmie Shang-Chi e suo padre fanno parte di un'organizzazione sovversiva determinata a far vivere tutte le creature senzienti in pace piuttosto che dominate da istinti animaleschi, ma la versione scimmiesca dei Vendicatori, considerandoli dei "deboli", li uccide.

### Marvel Zombi
In Marvel Zombi Shang-Chi viene infettato durante un tentativo di salvare un gruppo di superstiti da un'orda di zombie divenendo a sua volta un non morto e venendo successivamente ucciso da Magneto.

### Ultimate
Nell'universo Ultimate Shang-Chi è il pacifico figlio di un famigerato boss criminale cinese, addestrato fin dall'infanzia per diventare un'arma vivente. Dopo avere rinunciato al retaggio paterno si stabilisce a Chinatown divenendo un pescivendolo ed aiutando in varie occasioni supereroi quali Spider-Man, Moon Knight, Pugno d'acciaio, Devil.

### Terra 13584
Nella realtà alternativa di Terra 13584, Shang-Chi è un membro della gang dell'Uomo Ragno.

## Altri media

### Marvel Cinematic Universe

Shang-Chi interpretato da Simu Liu in Shang-Chi e la leggenda dei Dieci Anelli (2021)

Xu Shang-Chi appare all'interno del Marvel Cinematic Universe (MCU), interpretato da Simu Liu, mentre Jayden Zhang e Arnold Sun interpretano il personaggio da bambino e da adolescente. Qui il guerriero è il figlio di Xu Wenwu, ovvero il Mandarino, nonché il leader della pericolosa organizzazione dei Dieci Anelli.
- Il supereroe cinese appare per la prima volta al cinema come protagonista nel film Shang-Chi e la leggenda dei Dieci Anelli (2021). Shang-Chi è un giovane guerriero ed esperto nelle arti marziali in cui viene addestrato dal padre a diventare un assassino fin da bambino ma, a quattordici anni, fuggì per cercare di condurre una vita normale a San Francisco, dove conobbe e fece amicizia con Katy. Insieme a quest'ultima vive all'insegna del divertimento evitando qualsiasi responsabilità, ma in seguito decide di accettare il suo lignaggio e impegnarsi per fermare il padre. Dopo la sua morte acquisisce i Dieci Anelli e viene convocato con Katy da Wong per unirsi agli Avengers in difesa della Terra.
- Shang-Chi è riapparso nuovamente nella terza e ultima stagione della prima serie animata dell'MCU What If...? (2021).
- Shang-Chi è apparso anche nella quinta serie animata dell'MCU Marvel Zombies (2025).
- Il personaggio è riapparso anche nel film Avengers: Doomsday (2026).

### Videogiochi
- Marvel Puzzle Quest
- Marvel: Sfida dei campioni
- Marvel Future Fight
- Marvel Strike Force
- Marvel Super War
- Marvel Duel